# UEFA-Pokal 2008/09

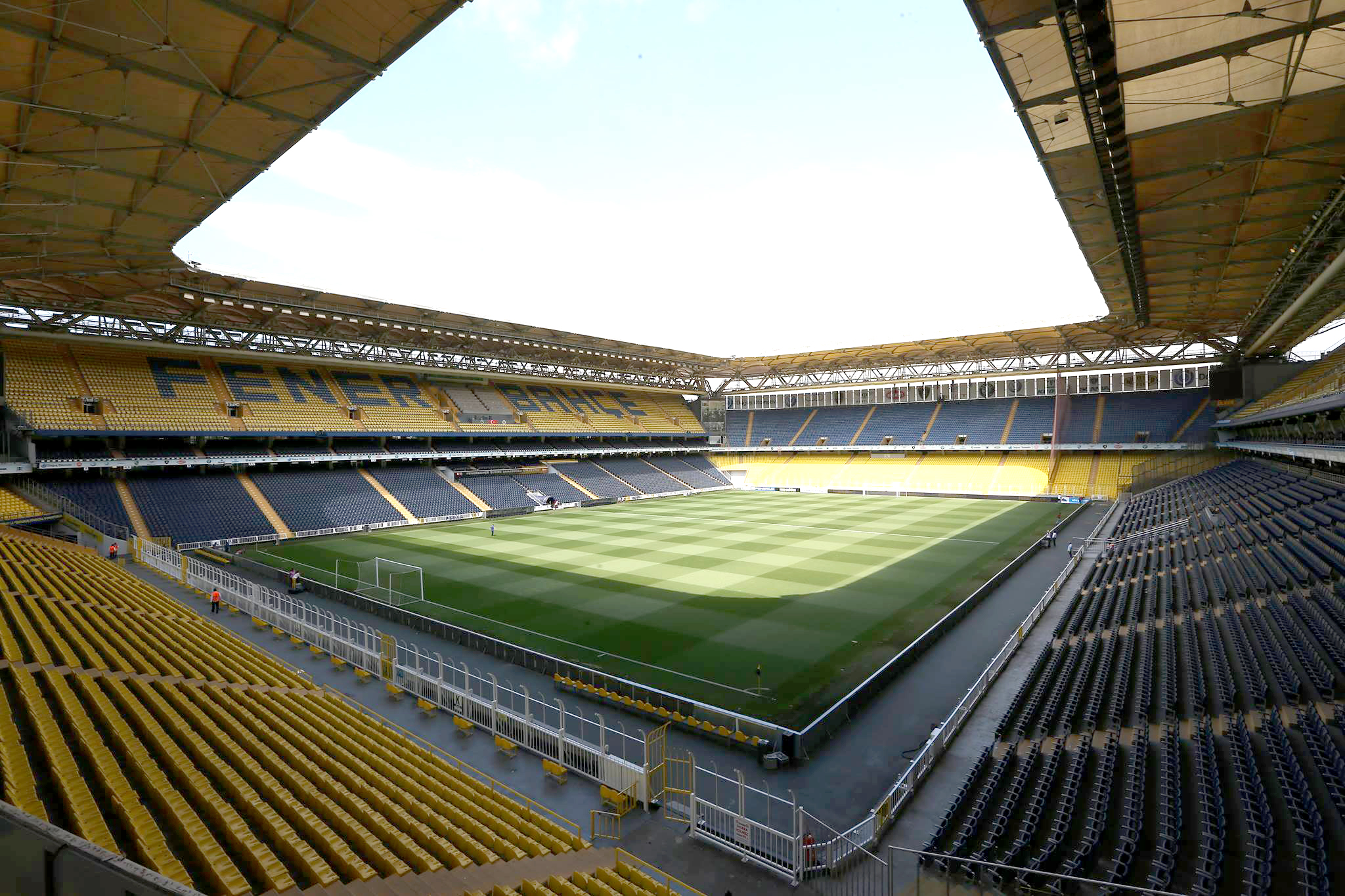
Das Şükrü Saracoğlu Stadı in Istanbul

Der UEFA-Pokal 2008/09 war die 38. Auflage des Wettbewerbs und wurde von Schachtar Donezk mit 2:1 n. V. gegen Werder Bremen gewonnen. Das Finale fand am 20. Mai 2009 im Şükrü Saracoğlu Stadı in Istanbul statt. In dieser Saison wurde der UEFA-Pokal zum letzten Mal unter diesem Namen ausgetragen.

## Modus
Zur Teilnahme berechtigt waren alle Vereine, die zu Ende der vergangenen Saison einen der durch die UEFA-Fünfjahreswertung geregelten UEFA-Cup-Plätze belegt hatten.

Standardmäßige Aufteilung der Vereine in drei Gruppen

 Um die Reisekosten für die Vereine niedrig zu halten, wurden wie im Vorjahr alle Mannschaften in drei Gruppen aufgeteilt: Nordeuropa, Mitteleuropa und Südeuropa. Bei Torgleichstand nach Hin- und Rückspiel entschied zunächst die Anzahl der auswärts erzielten Tore, danach eine Verlängerung, wurde in dieser nach zweimal 15 Minuten keine Entscheidung erreicht, folgte ein Elfmeterschießen. Letztmals qualifizierten sich elf Klubs über den UEFA Intertoto Cup für die 2. Qualifikationsrunde, da dieser 2008 letztmals ausgetragen wurde. Im Sechzehntelfinale stießen dann wie gehabt noch die acht Gruppendritten der Champions-League-Gruppenphase zum Teilnehmerfeld.

## Qualifikation

### 1. Qualifikationsrunde
Die Hinspiele fanden am 17. Juli, die Rückspiele am 31. Juli 2008 statt.
|                             | Gesamt    |                             | Hinspiel  | Rückspiel |
| Südeuropa                   | Südeuropa | Südeuropa                   | Südeuropa | Südeuropa |
| --------------------------- | --------- | --------------------------- | --------- | --------- |
| Tscherno More Warna         | 9:0       | UE Sant Julià               | 4:0       | 5:0       |
| FK Pelister Bitola          | 0:1       | APOEL Nikosia               | 0:0       | 0:1       |
| FC Vaduz                    | 1:5       | HŠK Zrinjski Mostar         | 1:2       | 0:3       |
| NK Široki Brijeg            | 3:1       | FK Partizani Tirana         | 0:0       | 3:1       |
| Hapoel Ironi Kirjat Schmona | 4:1       | FK Mogren                   | 1:1       | 3:0       |
| FC Koper                    | 1:2       | KS Vllaznia Shkodra         | 1:2       | 0:0       |
| FK Zeta Golubovci           | 1:2       | Interblock Ljubljana        | 1:1       | 0:1       |
| Hapoel Tel Aviv             | 5:0       | AC Juvenes/Dogana           | 3:0       | 2:0       |
| Hajduk Split                | 7:0       | FC Birkirkara               | 4:0       | 3:0       |
| Omonia Nikosia              | 4:1       | FK Milano Kumanovo          | 2:0       | 2:1       |
| FC Marsaxlokk               | 0:8       | NK Slaven Belupo Koprivnica | 0:4       | 0:4       |
| Mitteleuropa                |           |                             |           |           |
| FC Salzburg                 | 10:00     | FC Banants Jerewan          | 7:0       | 3:0       |
| Győri ETO FC                | 3:2       | FC Sestaponi                | 1:1       | 2:1       |
| FC Ararat Jerewan           | 1:4       | AC Bellinzona               | 0:1       | 1:3       |
| FC Dacia Chișinău           | 2:4       | FK Borac Čačak              | 1:1       | 1:3       |
| Tobyl Qostanai              | 1:2       | FK Austria Wien             | 1:0       | 0:2       |
| Hertha BSC                  | 8:1       | FC Nistru Otaci             | 8:1       | 0:0       |
| FK Xəzər Lənkəran           | 1:5       | Lech Posen                  | 0:1       | 1:4       |
| Legia Warschau              | 4:1       | FK Homel                    | 0:0       | 4:1       |
| Spartak Trnava              | 2:3       | WIT Georgia Tiflis          | 2:2       | 0:1       |
| MTZ-RIPA Minsk              | 2:3       | MŠK Žilina                  | 2:2       | 0:1       |
| Schachtjor Qaraghandy       | 1:2       | Debreceni VSC               | 1:1       | 0:1       |
| Vojvodina Novi Sad          | 2:1       | FK Olimpik Baku             | 1:0       | 1:1       |
| Nordeuropa                  |           |                             |           |           |
| FH Hafnarfjörður            | 8:3       | CS Grevenmacher             | 3:2       | 5:1       |
| FK Vėtra                    | 1:2       | Viking Stavanger            | 1:0       | 0:2       |
| RFC Union Luxemburg         | 01:10     | Kalmar FF                   | 0:3       | 1:7       |
| FC Honka Espoo              | 4:2       | ÍA Akranes                  | 3:0       | 1:2       |
| Glentoran FC                | 1:3       | FK Liepājas Metalurgs       | 1:1       | 0:2       |
| Brøndby IF                  | 3:0       | B36 Tórshavn                | 1:0       | 2:0       |
| FC TVMK Tallinn             | 0:8       | FC Nordsjælland             | 0:3       | 0:5       |
| EB/Streymur                 | 0:4       | Manchester City             | 0:2       | 0:2       |
| JFK Olimps                  | 0:3       | St Patrick’s Athletic       | 0:1       | 0:2       |
| Djurgårdens IF              | (a)2:2(a) | FC Flora Tallinn            | 0:0       | 2:2       |
| Sūduva Marijampolė          | 2:0       | The New Saints FC           | 1:0       | 1:0       |
| Cliftonville FC             | 00:11     | FC Kopenhagen               | 0:4       | 0:7       |
| Cork City                   | 2:6       | Haka Valkeakoski            | 2:2       | 0:4       |
| Bangor City                 | 01:10     | FC Midtjylland              | 1:6       | 0:4       |

### 2. Qualifikationsrunde
Der SSC Neapel, Deportivo La Coruña, Sporting Braga, der Grasshopper Club Zürich, der VfB Stuttgart, der FC Vaslui, Stade Rennes, SK Sturm Graz, Rosenborg Trondheim, Aston Villa und IF Elfsborg qualifizierten sich über den UEFA Intertoto Cup 2008 für die 2. Qualifikationsrunde. Mit den 37 siegreichen Mannschaften aus der ersten Qualifikationsrunde ergaben sich folgende Begegnungen.
Die Hinspiele fanden am 14. August, die Rückspiele am 28. August 2008 statt.
|                       | Gesamt          |                             | Hinspiel  | Rückspiel |
| Südeuropa             | Südeuropa       | Südeuropa                   | Südeuropa | Südeuropa |
| --------------------- | --------------- | --------------------------- | --------- | --------- |
| NK Široki Brijeg      | 1:6             | Beşiktaş Istanbul           | 1:2       | 0:4       |
| Sporting Braga        | 3:0             | HŠK Zrinjski Mostar         | 1:0       | 2:0       |
| FK Borac Čačak        | 2:1             | Lokomotive Sofia            | 1:0       | 1:1       |
| Vojvodina Novi Sad    | 0:3             | Hapoel Tel Aviv             | 0:0       | 0:3       |
| Aris Saloniki         | 1:2             | NK Slaven Belupo Koprivnica | 1:0       | 0:2       |
| Litex Lowetsch        | 2:1             | Hapoel Ironi Kirjat Schmona | 0:0       | 2:1       |
| Deportivo La Coruña   | 2:0             | Hajduk Split                | 0:0       | 2:0       |
| APOEL Nikosia         | (a)5:5(a)       | Roter Stern Belgrad         | 2:2       | 3:3 n. V. |
| KS Vllaznia Shkodra   | 0:8             | SSC Neapel                  | 0:3       | 0:5       |
| Maccabi Netanja       | 1:3             | Tscherno More Warna         | 1:1       | 0:2       |
| AEK Athen             | 2:3             | Omonia Nikosia              | 0:1       | 2:2       |
| Mitteleuropa          |                 |                             |           |           |
| FK Liepājas Metalurgs | 1:5             | FC Vaslui                   | 0:2       | 1:3       |
| FC Zürich             | 2:2 (4:2 i. E.) | SK Sturm Graz               | 1:1       | 1:1 n. V. |
| VfB Stuttgart         | 6:2             | Győri ETO FC                | 2:1       | 4:1       |
| Lech Posen            | 6:0             | Grasshopper Club Zürich     | 6:0       | 0:0       |
| Slovan Liberec        | 2:4             | MŠK Žilina                  | 1:2       | 1:2       |
| WIT Georgia Tiflis    | 0:2             | FK Austria Wien             | (1)       | 0:2       |
| BSC Young Boys        | 7:3             | Debreceni VSC               | 4:1       | 3:2       |
| Legia Warschau        | 1:4             | FK Moskau                   | 1:2       | 0:2       |
| FK Dnipro             | (a)4:4(a)       | AC Bellinzona               | 3:2       | 1:2       |
| Interblock Ljubljana  | 0:3             | Hertha BSC                  | 0:2       | 0:1       |
| Sūduva Marijampolė    | 2:4             | FC Salzburg                 | 1:4       | 1:0       |
| Nordeuropa            |                 |                             |           |           |
| Djurgårdens IF        | 2:6             | Rosenborg Trondheim         | 2:1       | 0:5       |
| Queen of the South    | 2:4             | FC Nordsjælland             | 1:2       | 1:2       |
| KAA Gent              | 2:5             | Kalmar FF                   | 2:1       | 0:4       |
| Manchester City       | 1:1 (4:2 i. E.) | FC Midtjylland              | 0:1       | 1:0 n. V. |
| FC Honka Espoo        | 2:1             | Viking Stavanger            | 0:0       | 2:1       |
| Haka Valkeakoski      | 0:6             | Brøndby IF                  | 0:4       | 0:2       |
| Stabæk IF             | 2:3             | Stade Rennes                | 2:1       | 0:2       |
| FC Kopenhagen         | 7:3             | Lillestrøm SK               | 3:1       | 4:2       |
| IF Elfsborg           | 3:4             | St Patrick’s Athletic       | 2:2       | 1:2       |
| Aston Villa           | 6:2             | FH Hafnarfjörður            | 4:1       | 1:1       |

1 Wegen Kriegshandlungen in Georgien sollte das Spiel in die Türkei verlegt werden, WIT Georgia Tiflis konnte allerdings nicht anreisen. Die Entscheidung fiel deshalb in einem einzigen Spiel. Weiterhin gab es keine Auswärtstorregel, d. h. bei einem Unentschieden wäre das Spiel direkt in die Verlängerung gegangen.

## 1. Runde
An der ersten Runde nahmen 80 Teams teil. Dazu kamen die Verlierer aus der 3. Runde der Qualifikation zur Champions League

Gespielt wurde am 16./18. September und 30. September/2. Oktober 2008.
|                             | Gesamt          |                       | Hinspiel | Rückspiel |
| --------------------------- | --------------- | --------------------- | -------- | --------- |
| AC Mailand                  | 4:1             | FC Zürich             | 3:1      | 1:0       |
| FC Timișoara                | 1:3             | FK Partizan Belgrad   | 1:2      | 0:1       |
| Hertha BSC                  | 2:0             | St Patrick’s Athletic | 2:0      | 0:0       |
| Baník Ostrava               | 1:2             | Spartak Moskau        | 0:1      | 1:1       |
| Beşiktaş Istanbul           | 2:4             | Metalist Charkiw      | 1:0      | 1:4       |
| FC Portsmouth               | 4:2             | Vitória Guimarães     | 2:0      | 2:2 n. V. |
| Kayserispor                 | 1:2             | Paris Saint-Germain   | 1:2      | 0:0       |
| FC Sevilla                  | 4:0             | FC Salzburg           | 2:0      | 2:0       |
| VfL Wolfsburg               | 2:1             | Rapid Bukarest        | 1:0      | 1:1       |
| Sampdoria Genua             | 7:1             | FBK Kaunas            | 5:0      | 2:1       |
| Marítimo Funchal            | 1:3             | FC Valencia           | 0:1      | 1:2       |
| Dinamo Zagreb               | (a)3:3(a)       | Sparta Prag           | 0:0      | 3:3       |
| Omonia Nikosia              | 2:4             | Manchester City       | 1:2      | 1:2       |
| BSC Young Boys              | 2:4             | FC Brügge             | 2:2      | 0:2       |
| AS Nancy                    | 3:0             | FC Motherwell         | 1:0      | 2:0       |
| FC Everton                  | 3:4             | Standard Lüttich      | 2:2      | 1:2       |
| SSC Neapel                  | 3:4             | Benfica Lissabon      | 3:2      | 0:2       |
| AC Bellinzona               | 4:6             | Galatasaray Istanbul  | 3:4      | 1:2       |
| NEC Nijmegen                | 1:0             | Dinamo Bukarest       | 1:0      | 0:0       |
| Racing Santander            | 2:0             | FC Honka Espoo        | 1:0      | 1:0       |
| APOEL Nikosia               | 2:5             | FC Schalke 04         | 1:4      | 1:1       |
| Litex Lowetsch              | 2:4             | Aston Villa           | 1:3      | 1:1       |
| FK Austria Wien             | 4:5             | Lech Posen            | 2:1      | 2:4 n. V. |
| Vitória Setúbal             | 3:6             | SC Heerenveen         | 1:1      | 2:5       |
| Brann Bergen                | 2:2 (2:3 i. E.) | Deportivo La Coruña   | 2:0      | 0:2 n. V. |
| Slavia Prag                 | (a)1:1(a)       | FC Vaslui             | 0:0      | 1:1       |
| NK Slaven Belupo Koprivnica | 1:3             | ZSKA Moskau           | 1:2      | 0:1       |
| Brøndby IF                  | 3:5             | Rosenborg Trondheim   | 1:2      | 2:3       |
| Tscherno More Warna         | 3:4             | VfB Stuttgart         | 1:2      | 2:2       |
| Stade Rennes                | (a)2:2(a)       | FC Twente Enschede    | 2:1      | 0:1       |
| FK Borac Čačak              | 1:6             | Ajax Amsterdam        | 1:4      | 0:2       |
| Tottenham Hotspur           | 3:2             | Wisła Krakau          | 2:1      | 1:1       |
| FK Moskau                   | 2:3             | FC Kopenhagen         | 1:2      | 1:1       |
| MŠK Žilina                  | 2:1             | Lewski Sofia          | 1:1      | 1:0       |
| Borussia Dortmund           | 2:2 (3:4 i. E.) | Udinese Calcio        | 0:2      | 2:0 n. V. |
| Sporting Braga              | 6:0             | FC Artmedia Petržalka | 4:0      | 2:0       |
| Feyenoord Rotterdam         | (a)2:2(a)       | Kalmar FF             | 0:1      | 2:1       |
| Hamburger SV                | 2:0             | Unirea Urziceni       | 0:0      | 2:0       |
| Hapoel Tel Aviv             | 2:4             | AS Saint-Étienne      | 1:2      | 1:2       |
| FC Nordsjælland             | 0:7             | Olympiakos Piräus     | 0:2      | 0:5       |

## Gruppenphase
Bei Punktgleichheit entschieden folgende Kriterien:
1. bessere Tordifferenz
2. höhere Anzahl erzielter Tore
3. höhere Anzahl erzielter Auswärtstore
4. höhere Anzahl Siege
5. höhere Anzahl Auswärtssiege
6. höherer UEFA-Koeffizient zu Beginn des Wettbewerbs

### Gruppe A
| Pl. | Verein              | Sp. | S | U | N | Tore    | Diff. | Punkte |
| --- | ------------------- | --- | - | - | - | ------- | ----- | ------ |
| 1.  | Manchester City     | 4   | 2 | 1 | 1 | 006:500 | +1    | 07     |
| 2.  | FC Twente Enschede  | 4   | 2 | 0 | 2 | 005:800 | −3    | 06     |
| 3.  | Paris Saint-Germain | 4   | 1 | 2 | 1 | 007:500 | +2    | 05     |
| 4.  | Racing Santander    | 4   | 1 | 2 | 1 | 006:500 | +1    | 05     |
| 5.  | FC Schalke 04       | 4   | 1 | 1 | 2 | 005:600 | −1    | 04     |

| 23. Oktober 2008    |     |                     |                            |
| FC Schalke 04       | 3:1 | Paris Saint-Germain | Arena AufSchalke           |
| FC Twente Enschede  | 1:0 | Racing Santander    | De Grolsch Veste           |
| 6. November 2008    |     |                     |                            |
| Manchester City     | 3:2 | FC Twente Enschede  | City of Manchester Stadium |
| Racing Santander    | 1:1 | FC Schalke 04       | Estadio El Sardinero       |
| 27. November 2008   |     |                     |                            |
| FC Schalke 04       | 0:2 | Manchester City     | Arena AufSchalke           |
| Paris Saint-Germain | 2:2 | Racing Santander    | Parc des Princes           |
| 3. Dezember 2008    |     |                     |                            |
| Manchester City     | 0:0 | Paris Saint-Germain | City of Manchester Stadium |
| FC Twente Enschede  | 2:1 | FC Schalke 04       | De Grolsch Veste           |
| 18. Dezember 2008   |     |                     |                            |
| Racing Santander    | 3:1 | Manchester City     | Estadio El Sardinero       |
| Paris Saint-Germain | 4:0 | FC Twente Enschede  | Parc des Princes           |

### Gruppe B
| Pl. | Verein               | Sp. | S | U | N | Tore    | Diff. | Punkte |
| --- | -------------------- | --- | - | - | - | ------- | ----- | ------ |
| 1.  | Metalist Charkiw     | 4   | 3 | 1 | 0 | 003:000 | +3    | 10     |
| 2.  | Galatasaray Istanbul | 4   | 3 | 0 | 1 | 004:100 | +3    | 09     |
| 3.  | Olympiakos Piräus    | 4   | 2 | 0 | 2 | 009:300 | +6    | 06     |
| 4.  | Hertha BSC           | 4   | 0 | 2 | 2 | 001:600 | −5    | 02     |
| 5.  | Benfica Lissabon     | 4   | 0 | 1 | 3 | 002:900 | −7    | 01     |

| 23. Oktober 2008     |     |                      |                       |
| Hertha BSC           | 1:1 | Benfica Lissabon     | Olympiastadion        |
| Galatasaray Istanbul | 1:0 | Olympiakos Piräus    | Ali Sami Yen Stadyumu |
| 6. November 2008     |     |                      |                       |
| Benfica Lissabon     | 0:2 | Galatasaray Istanbul | Estádio da Luz        |
| Metalist Charkiw     | 0:0 | Hertha BSC           | Metalist-Stadion      |
| 27. November 2008    |     |                      |                       |
| Olympiakos Piräus    | 5:1 | Benfica Lissabon     | Karaiskakis-Stadion   |
| Galatasaray Istanbul | 0:1 | Metalist Charkiw     | Ali Sami Yen Stadyumu |
| 3. Dezember 2008     |     |                      |                       |
| Hertha BSC           | 0:1 | Galatasaray Istanbul | Olympiastadion        |
| Metalist Charkiw     | 1:0 | Olympiakos Piräus    | Metalist-Stadion      |
| 18. Dezember 2008    |     |                      |                       |
| Olympiakos Piräus    | 4:0 | Hertha BSC           | Karaiskakis-Stadion   |
| Benfica Lissabon     | 0:1 | Metalist Charkiw     | Estádio da Luz        |

### Gruppe C
| Pl. | Verein              | Sp. | S | U | N | Tore    | Diff. | Punkte |
| --- | ------------------- | --- | - | - | - | ------- | ----- | ------ |
| 1.  | Standard Lüttich    | 4   | 3 | 0 | 1 | 005:300 | +2    | 09     |
| 2.  | VfB Stuttgart       | 4   | 2 | 1 | 1 | 006:300 | +3    | 07     |
| 3.  | Sampdoria Genua     | 4   | 2 | 1 | 1 | 004:500 | −1    | 07     |
| 4.  | FC Sevilla          | 4   | 2 | 0 | 2 | 005:200 | +3    | 06     |
| 5.  | FK Partizan Belgrad | 4   | 0 | 0 | 4 | 001:800 | −7    | 0      |

| 23. Oktober 2008    |     |                     |                               |
| FC Sevilla          | 2:0 | VfB Stuttgart       | Estadio Ramón Sánchez Pizjuán |
| FK Partizan Belgrad | 1:2 | Sampdoria Genua     | Stadion Partizana             |
| 6. November 2008    |     |                     |                               |
| Standard Lüttich    | 1:0 | FC Sevilla          | Maurice-Dufrasne-Stadion      |
| VfB Stuttgart       | 2:0 | FK Partizan Belgrad | Arena Stuttgart               |
| 27. November 2008   |     |                     |                               |
| Sampdoria Genua     | 1:1 | VfB Stuttgart       | Stadio Luigi Ferraris         |
| FK Partizan Belgrad | 0:1 | Standard Lüttich    | Stadion Partizana             |
| 3. Dezember 2008    |     |                     |                               |
| FC Sevilla          | 3:0 | FK Partizan Belgrad | Estadio Ramón Sánchez Pizjuán |
| Standard Lüttich    | 3:0 | Sampdoria Genua     | Maurice-Dufrasne-Stadion      |
| 18. Dezember 2008   |     |                     |                               |
| Sampdoria Genua     | 1:0 | FC Sevilla          | Stadio Luigi Ferraris         |
| VfB Stuttgart       | 3:0 | Standard Lüttich    | Arena Stuttgart               |

### Gruppe D
| Pl. | Verein            | Sp. | S | U | N | Tore    | Diff. | Punkte |
| --- | ----------------- | --- | - | - | - | ------- | ----- | ------ |
| 1.  | Udinese Calcio    | 4   | 3 | 0 | 1 | 006:400 | +2    | 09     |
| 2.  | Tottenham Hotspur | 4   | 2 | 1 | 1 | 007:400 | +3    | 07     |
| 3.  | NEC Nijmegen      | 4   | 2 | 0 | 2 | 006:500 | +1    | 06     |
| 4.  | Spartak Moskau    | 4   | 1 | 1 | 2 | 005:600 | −1    | 04     |
| 5.  | Dinamo Zagreb     | 4   | 1 | 0 | 3 | 004:900 | −5    | 03     |

| 23. Oktober 2008  |     |                   |                          |
| Udinese Calcio    | 2:0 | Tottenham Hotspur | Stadio Friuli            |
| Dinamo Zagreb     | 3:2 | NEC Nijmegen      | Stadion Maksimir         |
| 6. November 2008  |     |                   |                          |
| Spartak Moskau    | 1:2 | Udinese Calcio    | Olympiastadion Luschniki |
| Tottenham Hotspur | 4:0 | Dinamo Zagreb     | White Hart Lane          |
| 27. November 2008 |     |                   |                          |
| Dinamo Zagreb     | 0:1 | Spartak Moskau    | Stadion Maksimir         |
| NEC Nijmegen      | 0:1 | Tottenham Hotspur | Goffertstadion           |
| 3. Dezember 2008  |     |                   |                          |
| Udinese Calcio    | 2:1 | Dinamo Zagreb     | Stadio Friuli            |
| Spartak Moskau    | 1:2 | NEC Nijmegen      | Olympiastadion Luschniki |
| 18. Dezember 2008 |     |                   |                          |
| Tottenham Hotspur | 2:2 | Spartak Moskau    | White Hart Lane          |
| NEC Nijmegen      | 2:0 | Udinese Calcio    | Goffertstadion           |

### Gruppe E
| Pl. | Verein         | Sp. | S | U | N | Tore    | Diff. | Punkte |
| --- | -------------- | --- | - | - | - | ------- | ----- | ------ |
| 1.  | VfL Wolfsburg  | 4   | 3 | 1 | 0 | 013:700 | +6    | 10     |
| 2.  | AC Mailand     | 4   | 2 | 2 | 0 | 008:500 | +3    | 08     |
| 3.  | Sporting Braga | 4   | 2 | 0 | 2 | 007:500 | +2    | 06     |
| 4.  | FC Portsmouth  | 4   | 1 | 1 | 2 | 007:800 | −1    | 04     |
| 5.  | SC Heerenveen  | 4   | 0 | 0 | 4 | 003:130 | −10   | 0      |

| 23. Oktober 2008  |     |                |                            |
| SC Heerenveen     | 1:3 | AC Mailand     | Abe-Lenstra-Stadion        |
| Sporting Braga    | 3:0 | FC Portsmouth  | Estádio Municipal de Braga |
| 6. November 2008  |     |                |                            |
| VfL Wolfsburg     | 5:1 | SC Heerenveen  | VfL Wolfsburg Arena        |
| AC Mailand        | 1:0 | Sporting Braga | Giuseppe-Meazza-Stadion    |
| 27. November 2008 |     |                |                            |
| Sporting Braga    | 2:3 | VfL Wolfsburg  | Estádio Municipal de Braga |
| FC Portsmouth     | 2:2 | AC Mailand     | Fratton Park               |
| 4. Dezember 2008  |     |                |                            |
| SC Heerenveen     | 1:2 | Sporting Braga | Abe-Lenstra-Stadion        |
| VfL Wolfsburg     | 3:2 | FC Portsmouth  | VfL Wolfsburg Arena        |
| 17. Dezember 2008 |     |                |                            |
| AC Mailand        | 2:2 | VfL Wolfsburg  | Giuseppe-Meazza-Stadion    |
| FC Portsmouth     | 3:0 | SC Heerenveen  | Fratton Park               |

### Gruppe F
| Pl. | Verein         | Sp. | S | U | N | Tore    | Diff. | Punkte |
| --- | -------------- | --- | - | - | - | ------- | ----- | ------ |
| 1.  | Hamburger SV   | 4   | 3 | 0 | 1 | 007:300 | +4    | 09     |
| 2.  | Ajax Amsterdam | 4   | 2 | 1 | 1 | 005:400 | +1    | 07     |
| 3.  | Aston Villa    | 4   | 2 | 0 | 2 | 005:600 | −1    | 06     |
| 4.  | MŠK Žilina     | 4   | 1 | 1 | 2 | 003:400 | −1    | 04     |
| 5.  | Slavia Prag    | 4   | 0 | 2 | 2 | 002:500 | −3    | 02     |

| 23. Oktober 2008  |     |                |                    |
| Aston Villa       | 2:1 | Ajax Amsterdam | Villa Park         |
| MŠK Žilina        | 1:2 | Hamburger SV   | Štadión MŠK Žilina |
| 6. November 2008  |     |                |                    |
| Slavia Prag       | 0:1 | Aston Villa    | Eden Arena         |
| Ajax Amsterdam    | 1:0 | MŠK Žilina     | Amsterdam Arena    |
| 27. November 2008 |     |                |                    |
| Hamburger SV      | 0:1 | Ajax Amsterdam | Volksparkstadion   |
| MŠK Žilina        | 0:0 | Slavia Prag    | Štadión MŠK Žilina |
| 4. Dezember 2008  |     |                |                    |
| Slavia Prag       | 0:2 | Hamburger SV   | Eden Arena         |
| Aston Villa       | 1:2 | MŠK Žilina     | Villa Park         |
| 17. Dezember 2008 |     |                |                    |
| Ajax Amsterdam    | 2:2 | Slavia Prag    | Amsterdam Arena    |
| Hamburger SV      | 3:1 | Aston Villa    | Volksparkstadion   |

### Gruppe G
| Pl. | Verein              | Sp. | S | U | N | Tore    | Diff. | Punkte |
| --- | ------------------- | --- | - | - | - | ------- | ----- | ------ |
| 1.  | AS Saint-Étienne    | 4   | 2 | 2 | 0 | 009:400 | +5    | 08     |
| 2.  | FC Valencia         | 4   | 1 | 3 | 0 | 008:400 | +4    | 06     |
| 3.  | FC Kopenhagen       | 4   | 1 | 2 | 1 | 004:500 | −1    | 05     |
| 4.  | FC Brügge           | 4   | 0 | 3 | 1 | 002:300 | −1    | 03     |
| 5.  | Rosenborg Trondheim | 4   | 0 | 2 | 2 | 001:800 | −7    | 02     |

| 23. Oktober 2008    |     |                     |                         |
| Rosenborg Trondheim | 0:0 | FC Brügge           | Lerkendal-Stadion       |
| FC Kopenhagen       | 1:3 | AS Saint-Étienne    | Parken                  |
| 6. November 2008    |     |                     |                         |
| FC Valencia         | 1:1 | FC Kopenhagen       | Estadio Mestalla        |
| AS Saint-Étienne    | 3:0 | Rosenborg Trondheim | Stade Geoffroy-Guichard |
| 27. November 2008   |     |                     |                         |
| Rosenborg Trondheim | 0:4 | FC Valencia         | Lerkendal-Stadion       |
| FC Brügge           | 1:1 | AS Saint-Étienne    | Jan-Breydel-Stadion     |
| 4. Dezember 2008    |     |                     |                         |
| FC Valencia         | 1:1 | FC Brügge           | Estadio Mestalla        |
| FC Kopenhagen       | 1:1 | Rosenborg Trondheim | Parken                  |
| 17. Dezember 2008   |     |                     |                         |
| FC Brügge           | 0:1 | FC Kopenhagen       | Jan-Breydel-Stadion     |
| AS Saint-Étienne    | 2:2 | FC Valencia         | Stade Geoffroy-Guichard |

### Gruppe H
| Pl. | Verein              | Sp. | S | U | N | Tore    | Diff. | Punkte |
| --- | ------------------- | --- | - | - | - | ------- | ----- | ------ |
| 1.  | ZSKA Moskau         | 4   | 4 | 0 | 0 | 012:500 | +7    | 12     |
| 2.  | Deportivo La Coruña | 4   | 2 | 1 | 1 | 005:400 | +1    | 07     |
| 3.  | Lech Posen          | 4   | 1 | 2 | 1 | 005:500 | ±0    | 05     |
| 4.  | AS Nancy            | 4   | 1 | 1 | 2 | 008:700 | +1    | 04     |
| 5.  | Feyenoord Rotterdam | 4   | 0 | 0 | 4 | 001:100 | −9    | 0      |

| 23. Oktober 2008    |     |                     |                          |
| ZSKA Moskau         | 3:0 | Deportivo La Coruña | Olympiastadion Luschniki |
| AS Nancy            | 3:0 | Feyenoord Rotterdam | Stade Marcel-Picot       |
| 6. November 2008    |     |                     |                          |
| Feyenoord Rotterdam | 1:3 | ZSKA Moskau         | De Kuip                  |
| Lech Posen          | 2:2 | AS Nancy            | Stadion Poznań           |
| 27. November 2008   |     |                     |                          |
| ZSKA Moskau         | 2:1 | Lech Posen          | Olympiastadion Luschniki |
| Deportivo La Coruña | 3:0 | Feyenoord Rotterdam | Estadio Riazor           |
| 4. Dezember 2008    |     |                     |                          |
| AS Nancy            | 3:4 | ZSKA Moskau         | Stade Marcel-Picot       |
| Lech Posen          | 1:1 | Deportivo La Coruña | Stadion Poznań           |
| 17. Dezember 2008   |     |                     |                          |
| Deportivo La Coruña | 1:0 | AS Nancy            | Estadio Riazor           |
| Feyenoord Rotterdam | 0:1 | Lech Posen          | De Kuip                  |

## K.-o.-Phase

### Sechzehntelfinale
Im Sechzehntelfinale wurden die acht Gruppensieger den acht Tabellendritten zugelost, wobei ein erneutes Aufeinandertreffen zweier Vereine der gleichen Gruppe verhindert wurde. Die acht Gruppenzweiten wurden acht Teilnehmern aus der UEFA Champions League 2008/09 zugelost. Dies waren Girondins Bordeaux, Werder Bremen, Schachtar Donezk, Olympique Marseille, Aalborg BK, AC Florenz, Dynamo Kiew und Zenit St. Petersburg. In dieser Runde trafen keine Mannschaften eines Landes aufeinander. Ab dem Achtelfinale gelten solche Beschränkungen nicht mehr.
Die Hinspiele fanden am 18./19. Februar, die Rückspiele am 26. Februar 2009 statt.
|                      | Gesamt          |                      | Hinspiel | Rückspiel |
| -------------------- | --------------- | -------------------- | -------- | --------- |
| Paris Saint-Germain  | 5:1             | VfL Wolfsburg        | 2:0      | 3:1       |
| FC Kopenhagen        | 3:4             | Manchester City      | 2:2      | 1:2       |
| NEC Nijmegen         | 0:4             | Hamburger SV         | 0:3      | 0:1       |
| Sampdoria Genua      | 0:3             | Metalist Charkiw     | 0:1      | 0:2       |
| Sporting Braga       | 4:1             | Standard Lüttich     | 3:0      | 1:1       |
| Aston Villa          | 1:3             | ZSKA Moskau          | 1:1      | 0:2       |
| Lech Posen           | 3:4             | Udinese Calcio       | 2:2      | 1:2       |
| Olympiakos Piräus    | 2:5             | AS Saint-Étienne     | 1:3      | 1:2       |
| AC Florenz           | 1:2             | Ajax Amsterdam       | 0:1      | 1:1       |
| Aalborg BK           | 6:1             | Deportivo La Coruña  | 3:0      | 3:1       |
| Werder Bremen        | (a)3:3(a)       | AC Mailand           | 1:1      | 2:2       |
| Girondins Bordeaux   | 3:4             | Galatasaray Istanbul | 0:0      | 3:4       |
| Dynamo Kiew          | (a)3:3(a)       | FC Valencia          | 1:1      | 2:2       |
| Zenit St. Petersburg | 4:2             | VfB Stuttgart        | 2:1      | 2:1       |
| Olympique Marseille  | 1:1 (7:6 i. E.) | FC Twente Enschede   | 0:1      | 1:0 n. V. |
| Schachtar Donezk     | 3:1             | Tottenham Hotspur    | 2:0      | 1:1       |

### Achtelfinale
Die Hinspiele fanden am 12. März, die Rückspiele am 18./19. März 2009 statt.
|                     | Gesamt          |                      | Hinspiel | Rückspiel |
| ------------------- | --------------- | -------------------- | -------- | --------- |
| Werder Bremen       | 3:2             | AS Saint-Étienne     | 1:0      | 2:2       |
| ZSKA Moskau         | 1:2             | Schachtar Donezk     | 1:0      | 0:2       |
| Udinese Calcio      | 2:1             | Zenit St. Petersburg | 2:0      | 0:1       |
| Paris Saint-Germain | 1:0             | Sporting Braga       | 0:0      | 1:0       |
| Dynamo Kiew         | (a)3:3(a)       | Metalist Charkiw     | 1:0      | 2:3       |
| Manchester City     | 2:2 (4:3 i. E.) | Aalborg BK           | 2:0      | 0:2 n. V. |
| Olympique Marseille | 4:3             | Ajax Amsterdam       | 2:1      | 2:2 n. V. |
| Hamburger SV        | 4:3             | Galatasaray Istanbul | 1:1      | 3:2       |

### Viertelfinale
Die Hinspiele fanden am 9. April, die Rückspiele am 16. April 2009 statt.
|                     | Gesamt |                     | Hinspiel | Rückspiel |
| ------------------- | ------ | ------------------- | -------- | --------- |
| Hamburger SV        | 4:3    | Manchester City     | 3:1      | 1:2       |
| Paris Saint-Germain | 0:3    | Dynamo Kiew         | 0:0      | 0:3       |
| Schachtar Donezk    | 4:1    | Olympique Marseille | 2:0      | 2:1       |
| Werder Bremen       | 6:4    | Udinese Calcio      | 3:1      | 3:3       |

### Halbfinale
Die Hinspiele fanden am 30. April, die Rückspiele am 7. Mai statt. 
Ein besonderes Ereignis ereignete sich im Halbfinalrückspiel HSV vs. Werder Bremen: das zwischenzeitliche 1:3 wurde nach einem Eckball erzielt. Dieser war jedoch nur zustande gekommen, weil der Ball zuvor durch eine Papierkugel abgelenkt worden war.
|               | Gesamt    |                  | Hinspiel | Rückspiel |
| ------------- | --------- | ---------------- | -------- | --------- |
| Werder Bremen | (a)3:3(a) | Hamburger SV     | 0:1      | 3:2       |
| Dynamo Kiew   | 2:3       | Schachtar Donezk | 1:1      | 1:2       |

### Finale
Das UEFA-Pokal-Finale 2009 war das erste, welches auf nichteuropäischem Boden stattfand. Istanbul hatte zwar bereits das Champions-League-Finale 2005 im Atatürk-Olympiastadion ausgerichtet, allerdings befindet sich der Stadtteil Kadıköy, wo der Rekordmeister Fenerbahçe Istanbul beheimatet ist, auf der asiatischen Seite der Stadt. Aufgrund der ausgelosten Halbfinalbegegnungen stand bereits nach dem Viertelfinale fest, dass das Endspiel ein deutsch-ukrainisches Duell sein würde.
| Schachtar Donezk                                 | Schachtar Donezk | Werder Bremen | Werder Bremen | Aufstellung                                      |
| ------------------------------------------------ | --- | --- | ------------- | ------------------------------------------------ |
| Schachtar Donezk                                 | \| 20. Mai 2009 in Istanbul (Şükrü Saracoğlu Stadı) \| \| Ergebnis: 2:1 n. V. (1:1, 1:1) \| \| Zuschauer: 37.357 \| \| Schiedsrichter: Luis Medina Cantalejo ( Spanien) \|                                                                                           | \| 20. Mai 2009 in Istanbul (Şükrü Saracoğlu Stadı) \| \| Ergebnis: 2:1 n. V. (1:1, 1:1) \| \| Zuschauer: 37.357 \| \| Schiedsrichter: Luis Medina Cantalejo ( Spanien) \|                                                                                       | Werder Bremen | Aufstellung Schachtar Donezk gegen Werder Bremen |
| Schachtar Donezk                                 | Andrij Pjatow – Darijo Srna , Oleksandr Kutscher, Dmytro Tschyhrynskyj, Răzvan Raț – Mariusz Lewandowski, Fernandinho, Ilsinho (100. Oleksij Haj), Willian, Jádson (112. Igor Duljaj) – Luiz Adriano (90. Oleksandr Hladkyj) Cheftrainer: Mircea Lucescu ( Rumänien) | Tim Wiese – Clemens Fritz (95. Petri Pasanen), Sebastian Prödl, Naldo, Sebastian Boenisch – Torsten Frings, Frank Baumann , Peter Niemeyer (103. Alexandros Tziolis), Mesut Özil – Claudio Pizarro, Markus Rosenberg (78. Aaron Hunt) Cheftrainer: Thomas Schaaf | Werder Bremen | Aufstellung Schachtar Donezk gegen Werder Bremen |
| Schachtar Donezk                                 | 1:0 Luiz Adriano (26.) 2:1 Jádson (97.) | 1:1 Naldo (35.) | Werder Bremen | Aufstellung Schachtar Donezk gegen Werder Bremen |
| Schachtar Donezk                                 | Darijo Srna, Mariusz Lewandowski, Ilsinho | Torsten Frings, Clemens Fritz, Alexandros Tziolis, Sebastian Boenisch | Werder Bremen | Aufstellung Schachtar Donezk gegen Werder Bremen |
| 20. Mai 2009 in Istanbul (Şükrü Saracoğlu Stadı) | | |               |                                                  |
| Ergebnis: 2:1 n. V. (1:1, 1:1)                   | | |               |                                                  |
| Zuschauer: 37.357                                | | |               |                                                  |
| Schiedsrichter: Luis Medina Cantalejo ( Spanien) | | |               |                                                  |

Logo des UEFA-Pokal-Finales 2009 in Istanbul

Erstmals seit der Unabhängigkeit der Ukraine stand mit Schachtjor Donezk eine Klubmannschaft aus der Ukraine in einem Europapokalendspiel. Derweil war mit dem SV Werder erstmals wieder eine Mannschaft aus Deutschland in ein Europapokalendspiel eingezogen, nachdem im Jahre 2002 zuletzt Borussia Dortmund im Endspiel des UEFA-Pokals und Bayer 04 Leverkusen im Finale der Champions League gestanden hatten.
Bremens Trainer Thomas Schaaf plagten große Personalsorgen. Diego und Hugo Almeida waren gesperrt, Mertesacker verletzt. Nach anfänglicher Abtastphase nahm die Partie an Fahrt auf, beide Teams spielten auf Augenhöhe, wobei Donezk die abgeklärtere Spielanlage zeigte. Die Bremer stellten sich mit zunehmender Spieldauer auf die Spielweise der Ukrainer ein und hatten das Geschehen im Griff, fanden jedoch kein Mittel gegen die gut organisierte Deckung der Ukrainer. Wie aus dem Nichts fiel das Tor für Donezk: Rat passte aus der eigenen Hälfte nach vorne, wo sich Fritz verschätzte und Luiz Adriano an den Ball kam. Der Brasilianer setzte sich gegen Naldo durch und spitzelte den Ball mit dem rechten Außenrist über Wiese hinweg ins Tor (25.). In der 35. Minuten traf Naldo mit einem 30-Meter-Freistoß. Bremen setzte nun nach, konnte sich aber nicht entscheidend durchsetzen. Im zweiten Durchgang sah sich Bremen zunächst wieder in die Defensive gedrängt. Donezk war die tonangebende Mannschaft, agierte aber nicht zielstrebig genug. In der Schlussphase hatte auf beiden Seiten Fehlervermeidung höchste Priorität. So ging es in die Verlängerung. Donezk hatte wieder Spielanteile, war aber nicht zwingend. Bremen stand solide und wartete auf Fehler des Gegners. Doch in 97. Minute setzte sich Srna auf der rechten Seite durch und passte in die Mitte zu Jadson, der aus elf Metern direkt ins linke untere Eck verwandelte. Wiese war zwar am Ball, konnte aber nicht parieren. Die Ukrainer spielten von nun an nur noch auf Zeit. Die Brasilianer von Donezk markierten Verletzungen im Minutentakt, mehrfach sogar ohne Einwirkung des Gegners. Bremen drängte vehement auf den Ausgleich. Nach 111 Minuten kam der eingewechselte Tziolis zum Schuss, der Ball strich aber am rechten Pfosten vorbei. In der Schlussminute brachte Pizarro den Ball doch noch im Tor unter, doch laut Schiedsrichter Medina Cantalejo hatte der Peruaner zuvor Foul gespielt. Kurz darauf pfiff der Schiedsrichter das Spiel ab; Schachtjor Donezk war UEFA-Pokal-Sieger und der erste ukrainische Europacupsieger seit der ukrainischen Unabhängigkeit.

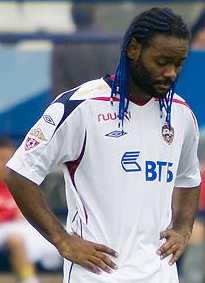
Vágner Love wurde Torschützenkönig des Wettbewerbs.

## Beste Torschützen
| Rang | Spieler            | Klub                | Tore |
| ---- | ------------------ | ------------------- | ---- |
| 1    | Vágner Love        | ZSKA Moskau         | 11   |
| 2    | Ivica Olić         | Hamburger SV        | 9    |
| 3    | Fabio Quagliarella | Udinese Calcio      | 8    |
| 4    | Luis Aguiar        | Sporting Braga      | 6    |
|      | Diego              | Werder Bremen       | 6    |
|      | Mario Gómez        | VfB Stuttgart       | 6    |
|      | Péguy Luyindula    | Paris Saint-Germain | 6    |

## Eingesetzte Spieler Schachtar Donezk
| Schachtar Donezk | Schachtar Donezk |
| ---------------- | --- |
| Schachtar Donezk | - Tor: Andrij Pjatow (9/–) - Abwehr: Darijo Srna (9/–); Răzvan Raț (8/–); Dmytro Tschyhrynskyj (8/–); Tomáš Hübschman (6/1); Mykola Ischtschenko (6/–); Oleksandr Kutscher (4/–); Wjatscheslaw Schewtschuk (1/–) - Mittelfeld: Fernandinho (9/4); Jádson (9/4); Ilsinho (9/1); Willian (9/–); Mariusz Lewandowski (8/–); Oleksij Haj (6/–); Igor Duljaj (5/–) - Sturm: Luiz Adriano (8/3); Oleksandr Hladkyj (7/–); Jewhen Selesnjow (2/1); Marcelo Moreno (2/–) - Trainer: Mircea Lucescu |